# Сан-Хуан-Баутіста (місто, Каліфорнія)
Сан-Хуан-Баутіста (англ. San Juan Bautista) — місто (англ. city) в США, в окрузі Сан-Беніто штату Каліфорнія. Населення — 2089 осіб (2020).

## Географія
Сан-Хуан-Баутіста розташований за координатами 36°50′44″ пн. ш. 121°32′16″ зх. д. / 36.84556° пн. ш. 121.53778° зх. д. (36.845674, -121.537777).  За даними Бюро перепису населення США в 2010 році місто мало площу 1,84 км², з яких 1,84 км² — суходіл та 0,00 км² — водойми.

## Демографія
Згідно з переписом 2010 року, у місті мешкали 1862 особи в 681 домогосподарстві у складі 479 родин. Густота населення становила 1010 осіб/км².  Було 745 помешкань (404/км²).
Расовий склад населення:
| - 60,4 % — білих - 3,1 % — корінних американців - 2,8 % — азіатів - 0,6 % — чорних або афроамериканців - 0,1 % — вихідців з тихоокеанських островів - 26,5 % — осіб інших рас |

До двох чи більше рас належало 6,4 %. Частка іспаномовних становила 48,7 % від усіх жителів.
За віковим діапазоном населення розподілялося таким чином: 23,1 % — особи молодші 18 років, 65,0 % — особи у віці 18—64 років, 11,9 % — особи у віці 65 років та старші. Медіана віку мешканця становила 38,7 року. На 100 осіб жіночої статі у місті припадало 92,4 чоловіків;  на 100 жінок у віці від 18 років та старших — 92,3 чоловіків також старших 18 років.
Середній дохід на одне домашнє господарство  становив 75 508 доларів США (медіана — 58 446), а середній дохід на одну сім'ю — 84 990 доларів (медіана — 63 500). Медіана доходів становила 65 288 доларів для чоловіків та 47 031 долар для жінок. За межею бідності перебувало 8,9 % осіб, у тому числі 7,7 % дітей у віці до 18 років та 5,5 % осіб у віці 65 років та старших.
Цивільне працевлаштоване населення становило 961 осіб. Основні галузі зайнятості: освіта, охорона здоров'я та соціальна допомога — 19,3 %, роздрібна торгівля — 16,9 %, мистецтво, розваги та відпочинок — 12,4 %, виробництво — 12,2 %.
| Демографія міста станом на 2010 рік. | Демографія міста станом на 2010 рік. |
| Населення                            | Кількість                            |
| ------------------------------------ | ------------------------------------ |
| Чоловіки                             | 894                                  |
| Жінки                                | 968                                  |
| До 18 років                          | 431                                  |
| Від 18 років                         | 1431                                 |
| Люди похилого віку від 65 років      | 221                                  |
| Європеоїдна раса                     | 1125                                 |
| Негроїдна раса                       | 12                                   |
| Монголоїдна раса                     | 52                                   |
| Корінні народи Америки та Гаваїв     | 60                                   |
| Інші                                 | 494                                  |
| Дві або більши раси                  | 119                                  |